# トライアンフ・スタッグ
スタッグ（Stag）は、イタリアのカーデザイナーのジョヴァンニ・ミケロッティ によりデザインされ、1970年から1978年までトライアンフ・モーター・カンパニーから販売されていた2ドアコンバーチブル/クーペである。

## 設計とスタイリング
トライアンフ・スタッグはメルセデス・ベンツ・SLクラスと直接競合する豪華なスポーツカーとして設計された。全てのスタッグは4座コンバーチブル／クーペであったが、当時の米国の新しい横転基準に合致するように強固な構造を有していた。スタッグの門形のロールバーを構成するBピラーはTバーでフロントガラスのフレームに結合されていた。脱着式のハードトップは初期のスタッグでは人気のオプション品であり、後には標準装備品として供給された。
この車は、1963-4年のトライアンフ・2000の前量産型を切り詰め整形したスタイリングの実験モデルとして始まった。このスタイリングはイタリアでミケロッティによりデザインされ、技術的な支援のために1960年代初めから終わりまでトライアンフの技術部長を務めたハリー・ウェブスター（Harry Webster）が派遣された。トライアンフとミケロッティの契約では、ウェブスターがデザインを気に入った場合にトライアンフはこの試作車を自社の新型モデルの基にすることができることになっていた。長年ジョヴァンニ・ミケロッティの友人で彼のことを「ミコ」（"Micho"）と呼ぶ間柄のハリー・ウェブスターは心底このデザインが気に入り試作車を英国に持ち帰った。結局この2ドアのドロップヘッド（コンバーチブル）は前身の2000とスタイリング的にはほとんど共通点が無かったが、サスペンションと駆動機構は踏襲していた。トライアンフは1970年代の新しいT2000/T2500サルーンとエステートに取り入れるほどミケロッティのこのスタイリングを気に入っていた。

## 構造
トライアンフが古臭くはあるが実力の証明されているビュイック設計で全アルミニウム製のローバー V8エンジン（Rover V8 engine）を搭載することを計画したが実現しなかったことに関して社内で政治的な駆け引きがあったと言われている。現在知られている単にスタッグの予定生産数に対してそれだけの数のV8エンジンを供給することができなかったという納得のいかない話はおそらくローバーや親会社のブリティッシュ・レイランドの作り話である。以前はライバル関係にあったトライアンフとローバーの間では各々の「ブランド・ロイヤリティ」が高かった。トライアンフの技術陣は、より軽量のアルミニウム製シリンダーヘッドとより優れたオーバーヘッドカムシャフトを使用した自分達の新型エンジンの方を好んでいた。
ハリー・ウェブスターは、スタッグや大型サルーンとエステートに搭載する純トライアンフ設計のユニークな新型の燃料噴射装置（PI）付の2.5 L OHC V型8気筒エンジンの開発とテストを既に始めていた。これによりトライアンフはV8エンジン車の市場に参入する予定であった。1968年にハリー・ウェブスターの後任となったスペン・キング（Spen King）の指導の下で新しく2,997 ccに排気量を拡大したトライアンフ V8（Triumph V8）エンジンは トルクを増大し、故障の多い燃料噴射装置を止め、導入予定である市場の一つである米国の環境規制に合致するように連装のゼニス＝ストロンバーグ（Zenith-Stromberg）製175 CDSEキャブレターを装着した。
トライアンフ製スラント4エンジン（Triumph Slant-4 engine）は、トライアンフ V8エンジンとはアルミニウム製ヘッド付鋳鉄製ブロックのOHCという基本設計を共有していたが、2つのエンジンのシリンダーヘッドは各々独自のものを使用していた。スラント4エンジンは前輪駆動車にも容易に搭載することができ、スタンパート（StanPart）が製造する同型のエンジンは当初サーブ・99に使用された。このエンジン用のウォーターポンプと同じ設計の物がスタッグ用のV8エンジンにも使用された。
トライアンフ・2000シリーズと同様にボディはモノコック構造を採用し、同様に前輪はマクファーソン・ストラット、後輪はセミトレーリングアーム式サスペンションの完全独立懸架であった。ブレーキは前輪がディスクブレーキ、後輪はドラムブレーキである一方でステアリング機構はパワーアシスト付のラック・アンド・ピニオン方式であった。

## 生産
スタッグは1年遅れで1970年に発表され様々な国際的なモーターショーで好評を博したが、市場に出回りエンジンの不具合に関する報告があがり始めるとそれは直ぐに落胆へと変わった。その問題の幾つかは当時の英国自動車産業固有の長年に渡る低品質の問題によるものである一方でその他の問題はエンジン設計自体に起因していた。これらの問題は、
- 長い1段掛けのタイミングチェーン、不適切なエンジン整備と工場指定の7,500 km毎のエンジンオイル交換間隔。25,000 kmまでもたないチェーンが切れると修理は高くつく。
- 初期の2.5 L OHC V8エンジンは不適切なサイズのメインベアリングにより寿命は短く、3.0 Lでは変更された。
- 低質な鋳造によるアルミ製ヘッドの反り、冷却液の流れを阻害するヘッドガスケットにより引き起こされるオーバーヒート。
- 駆動ギアの強度不足によるウォーターポンプの故障。早期の駆動ギアの磨耗とウォーターポンプの停止。
- 幾つかの事例では、オーバーヒートが製造時から残留する鋳造用砂型の砂がシリンダーブロックの冷却液経路を塞いだことが原因であることが分かっている。

ブリティッシュ・レイランドはトライアンフ製3.0 L OHC V8エンジンの設計上の問題の解決に十分な予算をつぎ込まなかったため、多くのオーナーがローバー V8、フォード・エセックス V6（Ford Essex V6）、ビュイック・231 V6、トライアンフ製6気筒エンジンに載せ換えたが、現在ではこれらの個体は純粋なV8エンジンを搭載したスタッグより価値は低くなっている。
しかしながら、多年に渡る経験の積み重ねによりV8エンジンの不具合は解消されてきた。
- 冷却の不具合：
  - 大型のラジエター
  - 定期的な冷却液経路の清掃
  - 現代の不凍液を多用することによるオーバーヒート問題の克服
  - 更なる高温を考慮した劣化し難い現代の純化学合成エンジンオイルは明らかにシリンダーヘッドの冷却に有効
- エンジンオイル：
  - 適切な純化学合成エンジンオイルは潤滑力に優れ、エンジン内部を清浄に保つ
- 金属部品の仕上げの改善：
  - クランクシャフトの強化
  - その他金属部品の強化
- 点火装置：
  - 優れた電子点火装置
- 現代のゴム部品：
  - ラジエターホース、ヒーターホース、ファンベルト等に技術的に優れた現代のゴム部品を使用することにより1970年代当時のものより信頼性が増す。

これら全ての対処を施すとエンジンは非常に良く回るようになる。もしこれらの些細な不具合がトライアンフにより解決されていたならばこのエンジンはスタッグのみならずその他多くのモデルに搭載されていたであろう。

## Mk I と Mk II
おそらくこれらの不具合の評判のために1970年から1977年までの間に僅か25,877台しか製造されなかった。このうち6,780台が輸出向けでこの中の2,871台だけが米国に出荷された。幾つかの派生モデルが生産されたが、注意すべきはこれらの変更は生産時期に応じたものだけであった。これらのモデルは非公式に、Mk I 初期型（1970）、Mk I （1971 - 1972/3）、Mk II （1973）、Mk II 後期型（1974 - 1977）と呼ばれる。追加されたボディ側面の2重線がMk IIモデルの識別点である。
オーナーからの調査によると、公式のトライアンフのパーツ・マニュアルが派生モデルによる違いを示していることがあっても古いモデルの細かな部品を新しいモデルの初期生産モデルに流用できることがある。例えばMk IIモデルはMk Iモデルの電装品配線やドアのラッチが使用できることが知られている。トライアンフにとっては在庫一掃と品質管理の良い機会であったが、熱心に取り組むことはしなかった。
ほとんどの車がボルグワーナー製3速オートマチックトランスミッション（AT）を装備しており、その他はトライアンフ・TR2からTR4/A/IRS/TR5/250/6へと連綿と改良、改善を施されて使用されてきた古式ゆかしい変速機から派生したマニュアルトランスミッションを選択できた。第1速のギア比は上げられ、レイシャフトの真鍮製ブッシュ部にはニードルローラーベアリングが使用されていた。初期モデルにはA型レイコック・オーバードライブ（A-type Laycock overdrive）付を、後期型にはJ型レイコック・オーバードライブ付を注文することができた。オーバードライブは、これ無しではエンジン回転数が過度に高まるために強く望まれるのオプションである。
変速機以外のメーカー装着のオプション品はほとんどなかった。初期の頃はソフトトップのみやハードトップのみを装着した車があったが、最後にはほとんどの車が双方を装着していた。パワーウィンドウ、パワーステアリングや倍力装置付きブレーキは標準装備であった。オプション品にはエアコン、クロームのワイアーホイール、コニ製ショックアブソーバー、フロアマット、ルーカス（Lucas）・エイト・フォグランプや様々なアフターマーケット用部品があり、そのほとんどがディーラーでオプションのアクセサリーとして装着することができた。4座のツーリングカーとしてはかなり珍しいことにアクセサリーのリストにはオイルパン用の保護プレートが含まれていた。これはおそらくトライアンフのラリーでの活躍に多少なりとも貢献するギミック品であったと思われる。

## クラシックカー的価値
トライアンフ・スタッグにはかなり大きなオーナーズクラブや専門の部品供給業者がある。英国内で約9,000台のスタッグが現存していると思われる。この車の人気は、その性能、比較的高い希少性とミケロッティのデザインによるものである。スタッグに付き物の諸々の不具合は長年の間にこれら愛好家のクラブにより解決されることでこの車を設計者たちが意図した通りの人気のある定番車種の地位につけた。